# Erin Kelly (Schriftstellerin)

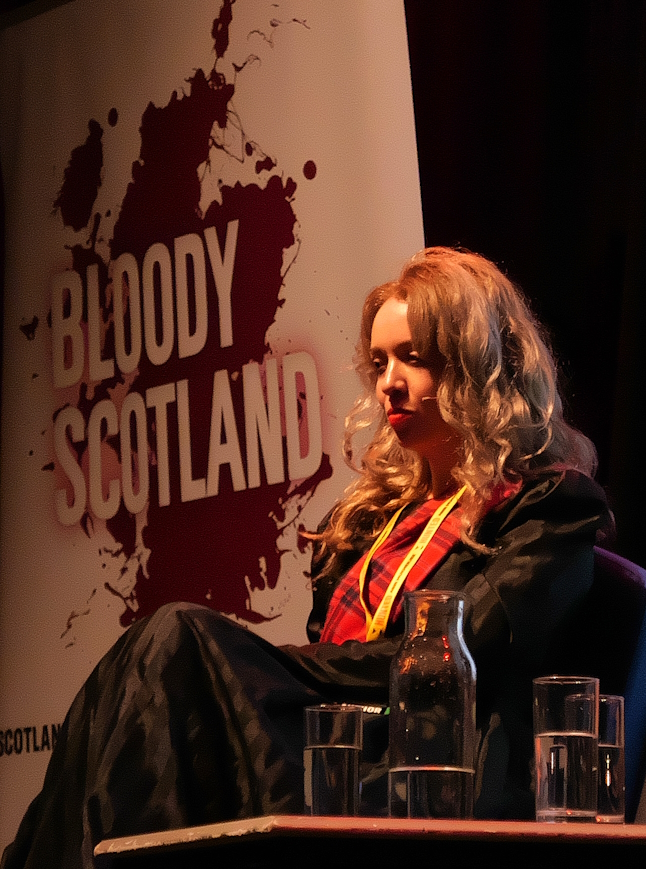
Erin Kelly (2024)

Erin Kelly (* 22. Juli 1976 in London) ist eine britische Journalistin und Schriftstellerin.

## Leben und Werk
Erin Kelly ist in London geboren und in Essex aufgewachsen. Nach ihrer Schulausbildung studierte sie englische Literaturwissenschaft an der Universität Warwick. Seit 1998 arbeitet sie als freie Journalistin und schreibt unter anderem für die Sunday Times und die Daily Mail sowie für Zeitschriften wie Cosmopolitan, Elle und Marie Claire.
Ihr erster Thriller The Poison Tree erschien 2009 und wurde 2012 vom englischen TV-Sender ITV verfilmt. Die deutsche Übersetzung ihres Romandebüts wurde 2012 unter dem Titel Das Gift des Sommers im Goldmann Verlag veröffentlicht. Seitdem verfasste Erin Kelly weitere erfolgreiche Thriller und Kriminalromane, die in 25 Sprachen übersetzt wurden.
2014 schrieb sie gemeinsam mit dem Drehbuchautor Chris Chibnall außerdem die Romanadaption zu der britischen Krimiserie Broadchurch, die unter dem deutschen Titel Der Mörder unter uns im S. Fischer Verlag erschien.
Erin Kelly lebt mit ihrer Familie in London, arbeitet neben ihrer schriftstellerischen Tätigkeit weiterhin als Journalistin und unterrichtet Kreatives Schreiben.

## Werke
- 2009 The Poison Tree
  - Das Gift des Sommers (dt. Übersetzung von Rainer Schmidt), Goldmann, München 2012, ISBN 978-3-442-47477-6.
- 2011 The Sick Rose
- 2013 The Burning Air
  - Das Böse, das im Herzen schläft (dt. Übersetzung von Rainer Schmidt), Goldmann, München 2013, ISBN 978-3-442-47929-0.
- 2014 The Ties That Bind
  - Der ehrenwerte Mörder (dt. Übersetzung von Rainer Schmidt), Goldmann, München 2016, ISBN 978-3-442-48338-9.
- 2014 Broadchurch (gemeinsam mit Chris Chibnall)
  - Broadchurch – Der Mörder unter uns (dt. Übersetzung von Irmengard Gabler), Fischer Verlag, Frankfurt am Main 2014, ISBN 978-3-596-03076-7.
- 2017 He said. She said
  - Vier. Zwei. Eins. – Vier Menschen, zwei Wahrheiten, eine Lüge (dt. Übersetzung von Susanne Goga-Klinkenberg), Fischer Scherz, Frankfurt am Main 2018, ISBN 978-3-651-02571-4.
- 2019 Stone Mothers
  - Mutterliebe. Weil du liebst, musst du lügen (dt. Übersetzung von Susanne Goga-Klinkenberg), Fischer Scherz, Frankfurt am Main 2021, ISBN 978-3-651-00076-6.